# Lâm Hải, Thai Châu
Lâm Hải (giản thể: 临海市; phồn thể: 臨海市; bính âm: Línhǎi Shì, âm Hán Việt: Lâm Hải thị) là một thành phố cấp huyện nằm ở phía đông địa cấp thị Thai Châu, tỉnh Chiết Giang, Trung Quốc. Thành phố Lâm Hải có diện tích 2.250,6 km², dân số năm 2020 là 1.114.146 người, mật độ dân số đạt 495 người/km². Có 551.458 người sống trong vùng nội thành. Mã số bưu chính của thành phố này là 317000, mã vùng điện thoại là 0576.

## Phân chia hành chính
Thành phố Lâm Hải được chia thành 19 đơn vị hành chính gồm 5 nhai đạo, 14 trấn. Các đơn vị này lại được chia thành 8 khu dân cư, 511 ủy ban thôn.
- Nhai đạo biện sự xứ: Cổ Thành, Đại Dương, Giang Nam, Đại Kiều, Chiêu Gia Độ.
- Trấn: Đỗ Kiều, Bạch Thủy Dương, Tấn Kiều, Đào Chử, Đông Thăng, Duyên Giang, Quát Thương, Dũng Tuyền, Tiểu Chi, Thượng Bàn, Vưu Khê, Hà Đầu, Thủy Phong, Hối Khê.